# Джованні Лодетті
Джованні Лодетті (італ. Giovanni Lodetti, 10 серпня 1942, Казелле-Лурані — 22 вересня 2023, Мілан) — італійський футболіст, півзахисник.
Насамперед відомий виступами за клуби «Мілан» та «Сампдорія», а також національну збірну Італії.
Дворазовий чемпіон Італії. Володар Кубка Італії. Дворазовий володар Кубка чемпіонів УЄФА. Володар Кубка Кубків УЄФА. Володар Міжконтинентального кубка. У складі збірної — чемпіон Європи.

## Клубна кар'єра
Вихованець футбольної школи клубу «Мілан». Дорослу футбольну кар'єру розпочав 1961 року в основній команді того ж клубу, в якій провів дев'ять сезонів, взявши участь у 216 матчах чемпіонату. Більшість часу, проведеного у складі «Мілана», був основним гравцем команди. За цей час двічі виборював титул чемпіона Італії, ставав володарем Кубка Італії, Кубка Кубків УЄФА, Кубка чемпіонів УЄФА.
Своєю грою за цю команду привернув увагу представників тренерського штабу клубу «Сампдорія», до складу якого приєднався 1970 року. Відіграв за генуезький клуб наступні чотири сезони своєї ігрової кар'єри. Граючи у складі «Сампдорії» також здебільшого виходив на поле в основному складі команди.
Протягом 1974—1976 років захищав кольори команди клубу «Фоджа».
Завершив професійну ігрову кар'єру у нижчоліговому клубі «Новара», за команду якого виступав протягом 1976—1978 років.

## Виступи за збірну
1964 року дебютував в офіційних матчах у складі національної збірної Італії. Протягом кар'єри у національній команді, яка тривала 5 років, провів у формі головної команди країни 18 матчів, забивши 2 голи. У складі збірної був учасником чемпіонату світу 1966 року в Англії, чемпіонату Європи 1968 року в Італії, здобувши того року титул континентального чемпіона.

## Статистика виступів

### Статистика клубних виступів
| Сезон   | Клуб        | Чемпіонат | Чемпіонат | Чемпіонат |
| Сезон   | Клуб        | Ліга      | Ігор      | Голів     |
| ------- | ----------- | --------- | --------- | --------- |
| 1961–62 | «Мілан»     | A         | 1         | 0         |
| 1962–63 | «Мілан»     | A         | 10        | 1         |
| 1963–64 | «Мілан»     | A         | 24        | 1         |
| 1964–65 | «Мілан»     | A         | 34        | 4         |
| 1965–66 | «Мілан»     | A         | 27        | 2         |
| 1966–67 | «Мілан»     | A         | 33        | 3         |
| 1967–68 | «Мілан»     | A         | 29        | 2         |
| 1968–69 | «Мілан»     | A         | 30        | 1         |
| 1969–70 | «Мілан»     | A         | 28        | 2         |
| 1970–71 | «Сампдорія» | A         | 30        | 0         |
| 1971–72 | «Сампдорія» | A         | 30        | 0         |
| 1972–73 | «Сампдорія» | A         | 30        | 0         |
| 1973–74 | «Сампдорія» | A         | 27        | 0         |
| 1974–75 | «Фоджа»     | B         | 25        | 1         |
| 1975–76 | «Фоджа»     | B         | 34        | 0         |
| 1976–77 | «Фоджа»     | A         | 2         | 0         |
| 1976–77 | «Новара»    | B         | 29        | 0         |
| 1977–78 | «Новара»    | C         | 9         | 0         |
| Усього  | Усього      | Усього    | 432       | 17        |

### Статистика виступів за збірну
| Дата      | Місто      | Господарі | Результат  | Гості      | Турнір             | Голи | Примітки |
| --------- | ---------- | --------- | ---------- | ---------- | ------------------ | ---- | -------- |
| 10-5-1964 | Лозанна    | Швейцарія | 1 – 3      | Італія     | товариський матч   | -    |          |
| 4-11-1964 | Генуя      | Італія    | 6 – 1      | Фінляндія  | Відбір до ЧС 1966  | -    |          |
| 5-12-1964 | Болонья    | Італія    | 3 – 1      | Данія      | товариський матч   | -    | 46'      |
| 1-5-1965  | Флоренція  | Італія    | 4 – 1      | Уельс      | товариський матч   | 2    |          |
| 16-6-1965 | Мальме     | Швеція    | 2 – 2      | Італія     | товариський матч   | -    |          |
| 23-6-1965 | Гельсінкі  | Фінляндія | 0 – 2      | Італія     | Відбір до ЧС 1966  | -    |          |
| 27-6-1965 | Будапешт   | Угорщина  | 2 – 1      | Італія     | товариський матч   | -    | 46'      |
| 1-11-1965 | Рим        | Італія    | 6 – 1      | Польща     | Відбір до ЧС 1966  | -    |          |
| 9-11-1965 | Глазго     | Шотландія | 1 – 0      | Італія     | Відбір до ЧС 1966  | -    |          |
| 7-12-1965 | Неаполь    | Італія    | 3 – 0      | Шотландія  | Відбір до ЧС 1966  | -    |          |
| 19-3-1966 | Париж      | Франція   | 0 – 0      | Італія     | товариський матч   | -    | 46'      |
| 29-6-1966 | Флоренція  | Італія    | 5 – 0      | Мексика    | товариський матч   | -    |          |
| 13-7-1966 | Сандерленд | Італія    | 2 – 0      | Чилі       | ЧС 1966 - 1-й етап | -    |          |
| 16-7-1966 | Сандерленд | СРСР      | 1 – 0      | Італія     | ЧС 1966 - 1-й етап | -    |          |
| 22-3-1967 | Нікосія    | Кіпр      | 0 – 2      | Італія     | Відбір до ЧЄ 1968  | -    |          |
| 27-3-1967 | Рим        | Італія    | 1 – 1      | Португалія | товариський матч   | -    |          |
| 8-6-1968  | Рим        | Італія    | 1 – 1 д.ч. | Югославія  | ЧЄ 1968 - Фінал    | -    |          |
| Усього    |            | Матчів    | 17         |            | Голів              | 2    |          |

## Титули і досягнення
- Чемпіон Італії (2):

«Мілан»: 1961-62, 1967-68
- Володар Кубка Італії (1):

«Мілан»: 1966-67
- Володар Кубка європейських чемпіонів (2):

«Мілан»: 1962–63, 1968–69
- Володар Кубка Кубків УЄФА (1):

«Мілан»: 1967–68
- Володар Міжконтинентального кубка (1):

«Мілан»: 1969
- Переможець Середземноморських ігор: 1963
- Чемпіон Європи (1):

 Італія: 1968